# Calea ferată forestieră Tarcău–Schitu Tarcău
Calea ferată forestieră Tarcău-Schitu Tarcău a fost o cale ferată forestieră cu ecartament îngust de 1.000 mmm, ce lega localitățile Tarcău și Schitu Tarcău, prin valea Tarcăului. Construită în perioada 1893-1896 de către Societatea Forestieră Göetz, într-o perioadă în care interesele statului veneau în întâmpinarea actorilor locali publici și privați în ceea ce privește dezvoltarea rețelei naționale de căi ferate, a avut scopul de asigura transportul buștenilor de la exploatările forestiere locale până la fabrica de cherestea din Tarcău. Lungimea totală a liniei curente era de aproximativ 16 km. 
Ulterior, după preluarea ei mai întâi de către Socitatea Anonimă de Industrializare și prelucrare a lemnului „Tarcău” și mai apoi de către Cooperativa „Albina” Tarcău, a fost extinsă dincolo de Ardeluța (km. 24), până la Poiana Țapului (km 31) și a fost conectată cu cu căile ferate forestiere care duceau la Piatra Neamț (total 22 km) și Bicaz (total 5 km). De pe valea Tarcăului, s-au edificat derivații spre exploatările de pe văile Aței, Pașcului, Brateșului și Bolovănișului.
În perioada participării României la Primului Război Mondial a fost temporar desființată, pentru a se folosi șinele ei la edificarea căii ferate militare Piatra Neamț–Prisăcani, fiind redată ulterior, în folosință.
Dat fiind că transportul auto era mai rentabil din punct de vedere economic, linia de pe valea Tarcăului a fost desființată în anii 1962-1963.

## Context
Pădurea Tarcău alimenta centrele de consum de la Piatra Neamț, Bacău, Cosmești, Galați și Brăila, transportul lemnului făcându-se la începutul anilor 1900 atât cu plutele pe Bistrița și mai departe pe Siret până la Dunăre, cât și cu căruțele pe șoseaua Piatra Neamț-Prisecani.
Prin lege, în luna martie 1885 a fost declarată ca fiind de utilitate publică construirea unei linii ferate de la Piatra Neamț la Tarcău, în cadrul unui program guvernamental de construire a unor căi ferate în intervalul 1890-1899. Scopul acestui program viza creștera accesibilității unor zone definite, care beneficiau de resurse naturale și umane cunoscute (din acest punct de vedre, prelungirea liniei Bacău-Piatra Neamț ar fi urmat să fie în conexiune cu exploatarea carierelor de piatră de la Tarcău). De asemenea, un alt scop viza creșterea traficului liniilor principale pentru rentabilizarea lor prin preluarea traficului de mărfuri și călători, generat de noile linii care urmau să fie construite.
| “                                                                    | Venitul ce-l avem azi în Tarcău îl datorâm căiei ferate care permite extracțiunea unor cantități mari de material. Cu calea ferată s'a putut ridica valoarea hectarului de pădure de la 180 lei la 250 lei hectarul numai în 4 ani; încă odată va fi ridicat, dacă nu și de două ori dacă s'ar face de Stat sau inițiativă paticulară linia ferată normală pe valea Bistriței. | ” |
| — Mihail Anania (silvicultor și șeful Ocolului Tarcău), în anul 1900 | |   |

Caracterul nu foarte realist al programului, supradimensionat în raport resursele de fonduri pentru investiții precum și lipsa sa de realism raportată la eficiența necesară administrațiile publice județene de a se mobiliza pentru a face exproproprierile necesare, au făcut ca acesta să aibă întârzieri notabile precum și insuccese. Astfel, prelungirea liniei până la Tarcău nu a mai avut loc în această fază, această idee fiind reluată în alt context politic și economic, după 1906.
Supraestimarea și supralicitarea din partea reprezentanților locali a posibilităților reale guvernamentale de finanțare și de execuție a infrastructurii, au convins administrația centrală să impună în viitor pe plan legislativ, o implicare superioară a administrațiilor locale în construcția căilor ferate. La începutul anului 1895 a fost promulgată astfel o „Lege pentru construirea și exploatarea căilor ferate de interes local”, care oferea posibilitatea județelor, comunelor sau particularilor de a construi cu aprobarea guvernului, căi ferate de interes local. Proiectele liniilor respective și ale lucrărilor de artă urmau să fie autorizate de Ministerul Lucrărilor Publice, iar inițiatorii și finanțatorii urmau să beneficieze de o serie de înlesniri, precum dreptul de a utiliza liniile ferate ale statului pentru transportul de materiale, cedarea gratuiă a terenurilor aflate în proprietatea statului, scutiri vamale și înlesniri fiscale, dreptul de a se racorda la liniile statului și dreptul de a-și stabili propriile tarife.

## Construcție
După 1876, arendașul Gridov al moșiei Tarcău împreună cu frații Giacomuzi au realizat un sistem de transport al lemnăriei pe valea Tarcăului cu ajutorul apei, fiind creat pentru transportul mărfii fasonate un canal de la Brateș, unde erau instalate fierăstraiele, la malul Bistriței. De asemenea, au canalizat și Brateșul până la parchetele de exploatare, pentru aducerea mărfii brute. Acest sistem devenise însă în 1893 incapabil să asigure exploatarea volumului necesar de masă lemnoasă, destinat fabricii Letea din județul Bacău. Prezentând mai multe incoveniente, acest sistem de transport ar fi presupus în continuare și construcția unei fabrici de cherestea la Brateș, mai rentabilă fiind însă scoaterea directă a materialului brut, la malul Bistriței.
| “                                                                                  | O linie ferată merge din Piatra până sus în fundul văii Tarcăului, trecând prin cele mai frumoase locuri ce se pot imagina. | ” |
| — Preotul Constantin Matasă, la 21 septembrie 1933 către Prefectul județului Neamț | |   |

Pe valea Tarcăului, a fost construită astfel în perioada 1893-1896 o cale ferată cu ecartament de 1000 mm, de către Societatea Forestieră Göetz, cu contribuția inginerilor I. C. Brătianu, Simion Pop (director al exploatării forestiere și inginer silvic) și Ioan Bouaru (Bouariu, conform lui Gheorghe Verșescu). În 1899 linia ajunsese la Poiana Marcului, iar în 1904 a fost prelungită până la Straja.
Conform lui Gheorghe Verșescu, autorul din 1942 al Monografiei comunei Tarcău, în fapt construcția ar fi fost începută încă din 1892, edificarea fiind făcută nu de către Societatea Forestieră Göetz ci de către Societatea în comandită „Tarcău" între ai cărei acționari se aflau Ion Brătianu, Radu Porumbaru, Emil Costinescu, Nicu Albu, Tache Anastasiu și T. Corbu. De abia în 1902 Societatea Forestieră Göetz ar fi cumpărat acțiunile Societatății in comandită „Tarcău" de la Emil Costinescu și de la Academia Română, căreia Tache Anastasiu, între timp decedat, îi lăsase acțiunile.

Scopul căii ferate de pe valea Tarcăului era reprezentat de către transportul buștenilor până la fabrica de cherestea din Tarcău. Traseul a fost calculat ținând cont atât de soliditatea și regularitatea terenului, cât mai ales de accesul la gura pâraielor pe unde venea materialul lemnos din parchetele de exploatare pe uluce, sau pe unde era adus cu boii, pentru a fi stocat și încărcat ulterior în vagoane.
Terasamentul avea în cea mai mare parte debleul în stâncă și rambleul format în cea mai mare parte din material pietros. Unde traseul se apropia de apa Tarcăului,  rambleul era făcut din zid apărat de pietre mari. Taluzul dinspre coastă era dispus în terase. Linia era de asemenea protejată, de scurgeri dirijate pe dedesubtul acesteia. Construcția terasamentului a necesitat dinamitarea a 1.242 de m liniari de stîncă, pe o înălțime de la 1 la 5 m.
Peste unele jgheaburi sau pâraie mici, podurile erau realizate din canale cu ziduri de piatră, pe bolta cărora zidăria continua până la șine, iar peste Tarcău și afluenții săi mai mari erau construite din lemn (existând însă și câteva excepții). Structura deschideriilor în formă de boltă a podurilor de lemn  era formată din 3 bârne groase (catarge) puse una peste alta la distanță de un metru, acestea fiind postate peste alte bârne cu lungime descrescătoare, dispuse dinspre centru spre periferie. Uzual capetele podurilor se sprijineau pe malurile apei, mai puțin în cazul unor lărgimi mai mari a văii, caz în care sub fiecare pod erau realizate una sau două căsoaie. Protejarea lemnăriei podurilor se făcea cu tobane, astfel încât podurile aveau forma unor tuneluri. Două dintre poduri (peste apa Radului și la Hârburi) aveau câte două picioare din piatră cimentată, la Radu înălțimea acestora fiind de 15 m. În ansamblu, podurile construite au fost:
- Cu culise cimentate: la Lăptoacele, la Radu (numit „Constantin I. C. Brătianu”) și la Hârburi (numit „Tache Anastasiu”). Ultimele două aveau fiecare și câte două pile)
- Cu picioare de lemn

- pe căsoaie: la Cheia (numit „Nicu Albu”) și Veverița pe câte două căsoaie și la Bistrița pe câte trei căsoaie
- pe picioare de piatră: la Schit (numit „Nicolae Fleva”) și la Bolovăniș

- Cu capetele rezemate pe mal: la pâraiele Petrea, Porcu (numit „Simion Pop”), Adânca (numit „Emil Costinescu”), Cichiva și Murgoci
- Cu canale cu ziduri de piatră: douăsprezece poduri.

S-au folosit șine tip 17 (17 kg/metru liniar), postate peste traverse din lemn de fag alternând cu brad, dispuse la distanță de 0,8 m. Declivitatea maximă a căii ferate era de 2 % spre amonte și de 0.8 % spre aval, raza minimă de 80 m, viteza maximă de 15 km/oră, cea medie de 12 km/oră și lungimea căii ferate curente aproximativ de 16 km (22 km cu tot cu liniile de garare).

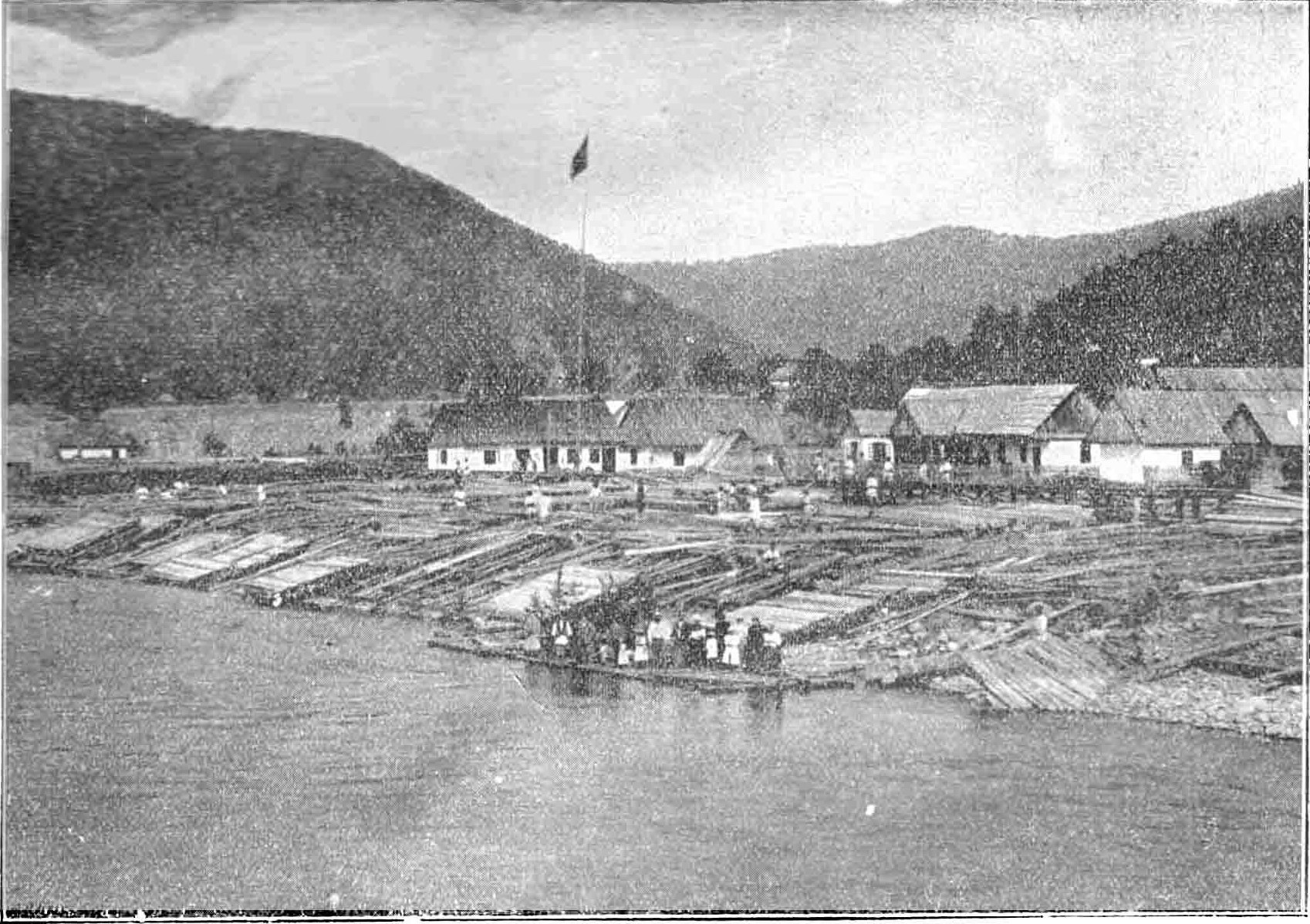
Schela Ața de pe Domeniul Coroanei Bicaz

A fost de asemenea reparat drumul comunal Gura Tarcăului-Schitu Tarcău, pentru a asigura comunicația dintre schela situată la gura Tarcăului și stațiunea de exploatare Brateș, în perioadele în care trenul ar fi urmat să nu circule din diverse cauze.
Ulterior, linia a fost conectată cu o altă linie îngustă cu ecartament de 760 mm care mergea la Bicaz, aflat la aproximativ 5 km. De asemenea, calea ferată a fost prelungită cu 22 km, până la Piatra-Neamț, tot pe ecartament de 1.000 mm. Pe de altă parte, conform lui Costică Brânduș și Constantin Grasu, calea ferată s-a dezvoltat până dincolo de Ardeluța (km. 24), la Poiana Țapului (km 31). Lungimea ei a crescut astfel la aproximativ 31 km (de la cei 22 km, cu tot cu liniile de garare). În 1942 lungimea totală a căii ferate era de 32 km, din care 20 km ai Societatății Forestiere Göetz și 12 km (la care se adăugau liniile interne ale fabricii din Tarcău) aflați în proprietatea Cooperativei „Albina” Tarcău.
Pe valea Aței, în arealul Domeniului Coroanei Bicaz, a fost construită de asemenea o cale ferată forestieră, care deservea schela Ața. Liniei de pe valea Tarcăului i s-au adăugat și alte derivații pe văile Brateșului, Pașcului și Bolovănișului.

## Exploatare
Traseul liniei ferate începea de la schela Tarcău, situată pe malul Bistriței la Gura Tarcăului. Linia de garaj a schelei de se afla pe dreapta Bistriței, mai jos de gara Tarcău. Mai departe, linia suia în amonte pe dreapta Tarcăului până la pârâul Radu. De aici trecea pe stânga râului până la gura Cheii și ulterior revenea pe dreapta până la Hârburi, de unde mergea pe stânga până mai sus de gura Porcului. Revenind pe dreapta până la Pârâul Adânc, de aici trecea din nou în partea opusă pentru a se sprijini direct pe stâncă, iar de la gura Veveriței se ducea din nou pe dreapta până la schit. În acest loc revenea pe stînga și continua până la Bolovăniș.
Pentru perioadele în care trenul ar fi urmat să nu circule din diverse motive, exista pe partea stângă a Tarcăului drumul comunal Gura Tarcăului-Schitu Tarcău.
La Brateș se afla atelierul trenului, remiza pentru locomotivă și depozitul de combustibil. În anul 1900 existau 4 rezervoare de apă și cablu telefonic de-a lungul întregii linii, care era deservită de  un material rulant format din 2 locomotive cu abur și 44 de perechi de vagonete.  
Construcția căii ferate pe valea Tarcăului a ridicat prețul pădurii, pe plan local și a permis extracția unei cantități mari de material. În anul 1900 se puteau face 4 până la 5 transporturi zilnice, până la un maxim de 700 de m3, volumul mediu zilnic de masă lemnoasă fiind  însă de 500 m3. O garnitură era formată de la 12 până la 20 de vagonete încărcate cu lemn, volumul de masă lemnoasă capabil de a fi transportat în siguranță fiind de maxim 150 m3.
Primele accidente (cu prăbușirea locomotivelor și vagoanelor în albie) au avut loc din cauza deficiențelor inițiale de construcție pe valea Pașcului (o curbă gândită prea mare din proiectare de către inginerul Brătianu, care curbă înconjura o stâncă ce ar fi trebuit sfărâmată) și pe podul de peste Brateș (o grindă șubredă datorită folosirii inadecvate a unor catarge necioplite așezate peste picioarele podului).
În 1903 Socitatea Anonimă de Industrializare și prelucrare a lemnului „Tarcău” a preluat calea ferată de pe valea Tarcăului în comandită, precum și fabrica aferentă. Ulterior materialul rulant a intrat în patrimoniul societății Cooperativei „Albina” Tarcău, înființată în 1914.
În anul 1916, linia forestieră de pe valea Tarcăului a fost demontată pentru a servi la construcția unei căi ferate militare între Piatra-Neamț și Grințieș, prin Bicaz și Hangu. După război, Cooperativa „Albina” Tarcău a luat în concesiune linia de pe valea Tarcăului și a exploatat-o.

## Material rulant
Conform istoricului Volker Wollmann,[A] până în anul 1964 linia a fost deservită de șapte locomotive. O altă opinie are însă unul dintre editorii portalului austriac de istorie a căilor ferate BAHNmedien.at, Josef Pospichal.[B] Astfel, acesta menționează un total de zece care ar fi deservit calea ferată (și posibil încă una, a unsprezecea, neidentificată) de-a lungul întregii sale existențe.[C] Conform acestuia, în prima jumătate a anilor '60 ai secolului XX mai erau în funcțiune numai 5 locomotive. Printre locomotive s-au aflat:

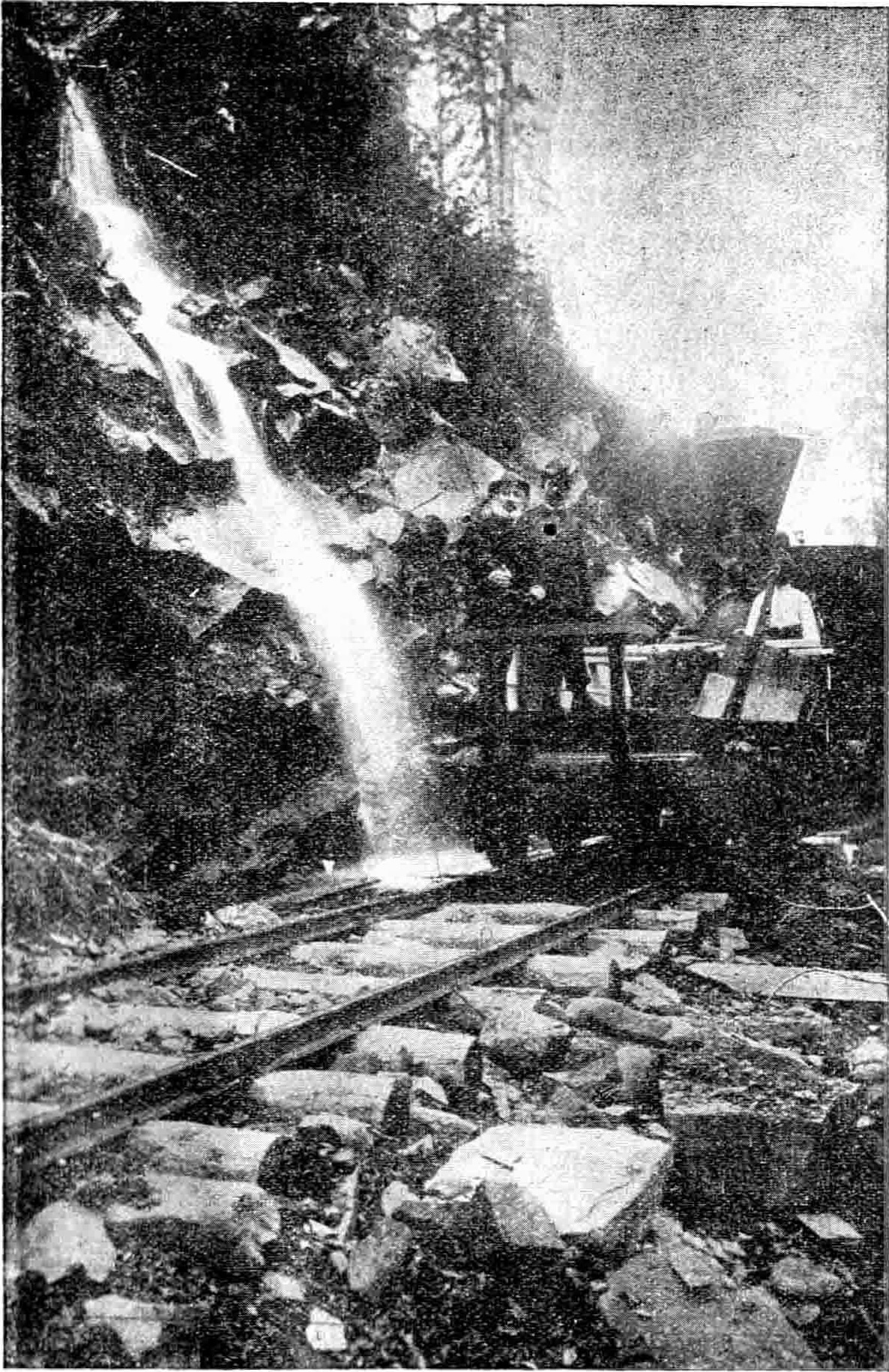
Calea ferată forestieră de pe valea Aței

- patru de tip Krauss München. Din acestea:

- trei au intrat inițial în patrimoniul societății Göetz. Dintre acestea, cele două originare au primit fiecare câte un nume: „Emil Costinescu” și respectiv „Grigore Triandafil”. Cea de-a treia a fost adusă ulterior, în 1914, de la calea ferată Covasna–Comandău.
- una a intrat direct în patrimoniul Cooperativei „Albina” Tarcău.

- una de tip Orenstein & Koppel intrată în patrimoniul Cooperativei „Albina” Tarcău.
- patru de tip Smoschewer intrate în patrimoniul Cooperativei „Albina” Tarcău (din care una a fost mutată după 1948 pe valea Uzului).
- una de tip Borsig intrată în patrimoniul Cooperativei „Albina” Tarcău.
- posibil încă una de tip neprecizat.

Vagonetele, capabile de a încărca până la maxim 12 m3 de lemn, erau unite câte două de cuple de lemn de 3-4 m lungime, armate cu verigi la capete. Vagonetul așezat înainte trebuia să fie cel care să aibă frâna și pe vârtejul căruia trebuia să se afle capetele cele mai groase ale lemnelor. Vagonetul din spate se așeza la 2-3 m distanță de capătul mai subțire al trunchiurilor. După așezare, lemnele se legau cu lanțurile prinse la țepușele vârtejelor vagonetelor.

## Desființare
La sfârșitul anilor 1950 și începutul anilor 1960, sistemul de căi ferate forestiere a început să fie depășit din punct de vedere al rentabilității economice, de sistemul de drumuri forestiere, cu atât mai mult cu cât ultimul putea folosi atât activităților miniere (și în mod particular exploatării petrolului), cât și turismului. Deciziei politice luate în anul 1957 în favoarea drumurilor forestiere, i s-au adăugat problemele generate de inundațiile care distrugeau sistemele de transport. De asemenea, apariția unei noi rețele de unități de procesare a lemnului a impus rebalansarea expolatării masei lemnoase, iar apariția unui sistem integrat de exploatare și transport a determinat orientarea către modalități de exploatare specifice, adaptate cererii de moment a pieței. În plus, sistemele de căi ferate forestiere au devenit, mai ales acolo unde terenul era instabil și supus acțiunii negative a elementelor naturale, incapabile să asigure atât un volum semnificativ de masă lemnoasă atunci când era necesar, cât și raționalizarea acestuia atunci când situația o impunea.
În lupta cu transportul auto, linia de pe valea Tarcăului a fost astfel desființată în a doua jumătate a secolului XX, în anii 1962-1963.

## Bibliografie

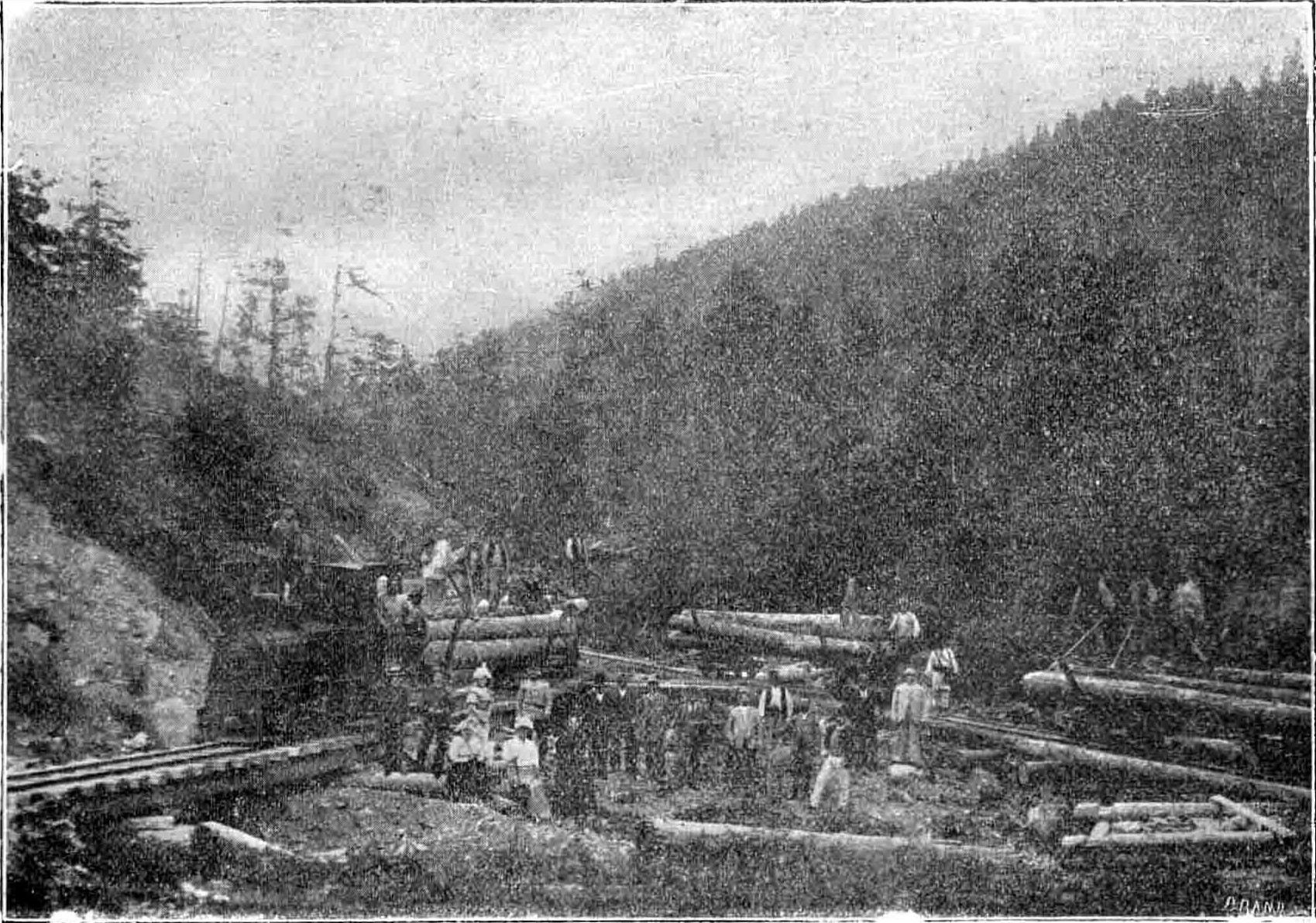
Transportul butucilor pe calea ferată de pe valea Aței